# 杆洞乡
杆洞乡，是中华人民共和国广西壮族自治区柳州市融水苗族自治县下辖的一个乡镇级行政单位。

## 行政区划
杆洞乡下辖以下地区：
杆洞村、百秀村、党鸠村、锦洞村、归江村、中讲村、花雅村、尧告村、小河村、高强村、高培村和达言村。